# Nucli històric de Barajas
El nucli històric de Barajas és un barri de Madrid integrat en el districte de Barajas. Té una superfície de 60,92 hectàrees i una població de 7.905 habitants (2009).

## Situació
Es troba envoltat pels barris d'Aeropuerto i Timón. Està delimitat a l'oest per l'Avinguda de Logroño, al sud pel carrer Ayerbe i a l'est per l'antic traçat de les vies del ferrocarril de l'Aeroport.

## Història
L'origen del barri del centre històric de Barajas se situa en l'antiga vila de Barajas. D'aquesta època conserva carrers estrets així com una plaça amb porxades i pilars de pedra. El seu creixement està associat a l'aeroport de Barajas, en incrementar-se notablement els seus residents personal treballador de l'aeroport.

## Transport
En el seu territori hi ha l'estació de Barajas de la línia 8 del metro de Madrid. També hi passen els autobusos de les línies 101, 105 i 115.